# تولد عیسی از باکره
تولد عیسی از مادر باکره از باورهای دینی مسیحیت و اسلام است که بر اساس آن مریم به نحوی معجزه آسا عیسی را حامله شد، بدون این که با مردی همبستر شود که اصطلاحاً به آن «لقاح پاک» می‌گویند.
در انجیل مرقس و انجیل یوحنا به تولد عیسی از باکره اشاره نشده‌است؛ اما در دو انجیل متعارف دیگر انجیل لوقا و انجیل متی این ادعا مطرح شده‌است و همچنین در قرآن تکرار شده‌است. در قرآن چند مرتبه از عیسی با نام عیسی بن مریم یاد شده‌است.

## نگارخانه

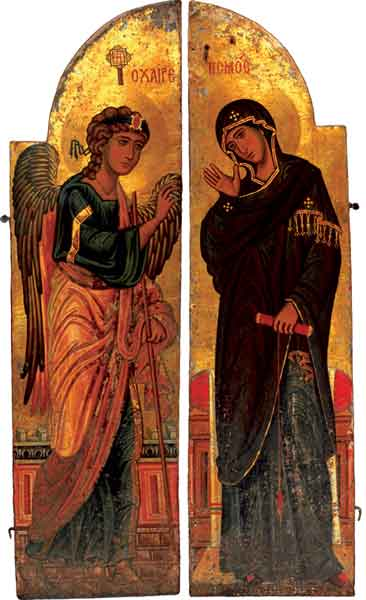
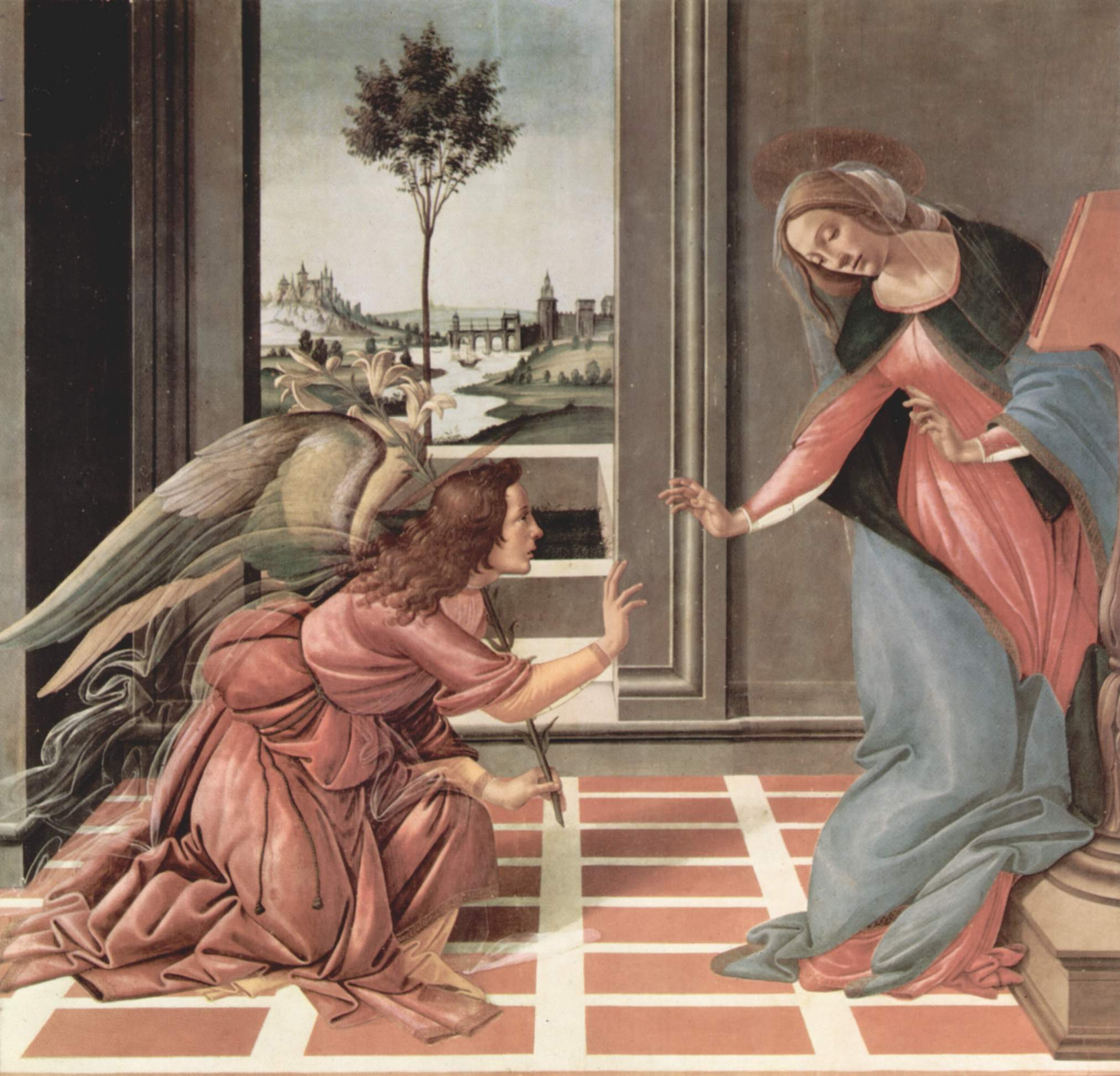
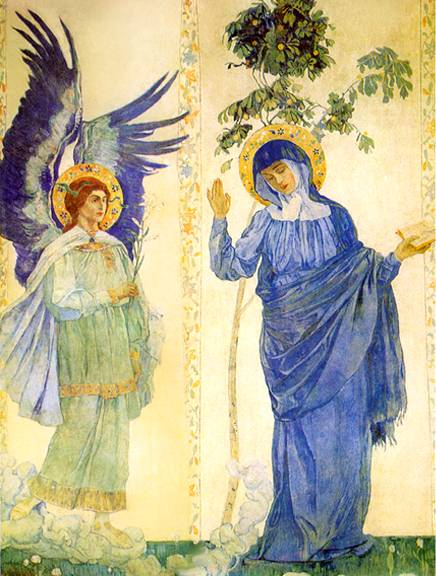